# Stadion hrvatskih branitelja
Stadion hrvatskih branitelja – stadion piłkarski w Kiseljaku, w Bośni i Hercegowinie. Obiekt może pomieścić 3200 widzów. Swoje spotkania rozgrywają na nim piłkarze klubu NK Kiseljak.